# 拜馬基 (赫梅利尼茨基州)
50°3′54″N 26°13′42″E / 50.06500°N 26.22833°E
拜馬基（羅馬化：Baimaky）是烏克蘭西部的村莊，隸屬赫梅利尼茨基州的舍佩蒂夫卡區。該村始建於1675年，面積0.06平方公里，2001年人口108，人口密度每平方公里1,862.07人。